# Štěpánka Břežná-Holubová
Štěpánka Břežná-Holubová (22. května 1893, Vídeň – ?) byla moravská spisovatelka a překladatelka.

## Životopis
Štěpánka Břežná-Holubová pracovala jako poštovní revidentka. Psala básně, romány a do časopisu Lípa cestopisná líčení. Překládala z němčiny: Ludwiga Ganghofera, P. Kellera, G. Hermanna). Byla též nakladatelkou. Pobývala v Brně na adrese Bartošova 6/III

## Dílo

### Básně
- Básně – 1907–1908

### Próza
- Divoký lovec: román – podle Wolfovy veršované lovecké zvěsti zpracovala Štěpánka Holubová-Břežná. Praha: Josef V. Rozmara, 1927
- Furiant; román – 1928

### Překlady
- Dívka s pochodní: povídka z vysočiny – dle L. Ganghofera zpracovala Štěpánka Holubová-Břežná. Praha: Jos. V. Rozmara, 1925

- Ostrov osamělých: romantický příběh – Paul Keller; přeložila Štěpánka Holubová-Břežná. Brno: Štěpánka Holubová-Břežná, 1928